# Liste der Kulturgüter in Meinier
Die Liste der Kulturgüter in Meinier enthält alle Objekte in der Gemeinde Meinier im Kanton Genf, die gemäss der Haager Konvention zum Schutz von Kulturgut bei bewaffneten Konflikten, dem Bundesgesetz vom 20. Juni 2014 über den Schutz der Kulturgüter bei bewaffneten Konflikten sowie der Verordnung vom 29. Oktober 2014 über den Schutz der Kulturgüter bei bewaffneten Konflikten unter Schutz stehen.
Objekte der Kategorien A und B sind vollständig in der Liste enthalten, Objekte der Kategorie C fehlen zurzeit (Stand: 1. Januar 2023).

## Kulturgüter
| Foto |                                                                         | Objekt                                                                                        | Kat. | Typ | Standort                                   | Beschreibung |
| ---- | ----------------------------------------------------------------------- | --------------------------------------------------------------------------------------------- | ---- | --- | ------------------------------------------ | ------------ |
| ja   | Datei hochladen · Wikidata zu Burgruine Rouelbeau (Q2970439)            | Mittelalterliche Burgruine Rouelbeau / Ruines médiéval du château de Rouelbeau KGS-Nr.: 02604 | A    | F   | Chemin de Rouelbeau 505835 / 121913        |              |
| ja   | Datei hochladen · Wikidata zu Château de Merlinge (Q29711202)           | Château de Merlinge KGS-Nr.: 02600                                                            | B    | G   | Route de Bellebouche 70–74 508212 / 122958 |              |
| ja   | Datei hochladen · Wikidata zu Kirche Sankt Peter und Paul (Q29711219)   | Kirche Saint-Pierre / Église Saint-Pierre KGS-Nr.: 02601                                      | B    | G   | Route de Gy 42 507113 / 122398             |              |
| ja   | Datei hochladen · Wikidata zu Bauernhof Bellebouche (Q29711234)         | Bauernhof Bellebouche / Ferme de Bellebouche KGS-Nr.: 02602                                   | B    | G   | Route de Bellebouche 45 507219 / 123463    |              |
| ja   | Datei hochladen · Wikidata zu Festes Haus La Tour (Rathaus) (Q29711249) | Festes Haus La Tour (Gemeindehaus) / Maison forte de la Tour (mairie) KGS-Nr.: 02603          | B    | G   | Route de Gy 17 506754 / 122234             |              |